# Saison 7 de Castle
Chronologie
Saison 6 Saison 8
Cet article présente les vingt-trois épisodes de la septième saison de la série télévisée américaine Castle.

## Résumé de fin de la saison précédente
C'est le jour tant attendu pour Kate. Elle se marie enfin avec Richard Castle, le célèbre romancier. Pour arriver à ce moment, Kate a dû surmonter quelques épreuves et catastrophes, dont la perte de sa sublime robe de mariée. Kate attend impatiemment le retour de Richard qui est allé porter les papiers officiels au bureau du gouvernement. Il n'est pas très loin de la maison des Hampton, l'endroit du mariage. Cela fait une heure que les invités au mariage attendent l'arrivée de Richard Castle, quand Kate reçoit un appel de la police. Richard a eu un accident. Elle part sur les lieux de l'accident et découvre la voiture de Richard, en feu.

## Synopsis
Cette saison 7 enchaîne sans solution de continuité avec les derniers évènements de la saison précédente, c'est-à-dire la découverte par Beckett de la voiture en flamme de Castle. Celui-ci a disparu.
Dans les épidodes suivants, Castle sera retrouvé, et les deux fiancés se marieront enfin, et vivront un voyage de noces imprévu. La saison se clôt par la remise d'un prestigieux prix littéraire à l'écrivain, et une proposition profesionnelle flatteuse pour la policière.

## Distribution

### Acteurs principaux
- Nathan Fillion (VF : Guillaume Orsat) : Richard « Rick » Castle
- Stana Katic (VF : Anne Massoteau) : le lieutenant Katherine « Kate » Beckett
- Jon Huertas (VF : Serge Faliu) : le lieutenant Javier Esposito
- Seamus Dever (VF : Pierre Tessier) : le lieutenant Kevin Ryan
- Tamala Jones (VF : Nadine Bellion) : Dr Lanie Parish
- Molly Quinn (VF : Adeline Chetail) : Alexis Castle, la fille de Castle
- Susan Sullivan (VF : Évelyne Séléna) : Martha Rodgers, la mère de Castle
- Penny Johnson Jerald (VF : Pascale Vital) : le capitaine Victoria Gates

### Acteurs récurrents
- Maya Stojan (VF : Margaux Laplace) : Tory Ellis, officier chargée des recherches complexes

### Invités
- Matt Letscher : Henry Jenkins (épisodes 1, 2 et 20)
- Ryan Sands : Tagger (épisode 1)
- Gina Ravera : Marsha Stoller(épisode 2)
- Chad Michael Collins : Tom Talmadge (épisode 3)
- Rebecca Wisocky : Dr Elena Sarkov (épisode 3)
- Jeffrey Nordling : Marcus Lark, un promoteur immobilier (épisode 6)
- Tyler Hilton : Tobias (épisode 7)
- Krista Allen : Naomi Duvray (épisode 9)
- Paul Ben-Victor : Dino Scarpella (épisode 10)
- Annie Wersching : Dr Kelly Nieman (épisodes 14 et 15)
- Michael Mosley : Jerry Tyson (épisodes 14 et 15)
- Linda Park : inspecteur Zhang (épisode 17)
- Reiko Aylesworth : Mia Lopez (épisode 18)
- David Conrad : Frank (épisode 18)
- Ricardo Chavira : Alex Lopez (épisode 18)
- Paula Newsome (VF : Maïté Monceau) : Debbie Parker (épisode 21)
- Inbar Lavi (VF : Anne Tilloy) : Farrah Darwaza (épisode 21)
- Josh Dean (VF : Thibaut Lacour) : Jim Kogut (épisode 21)
- Jaleel White : Mickey Franks[2] (épisode 22)
- Lance Reddick : Keith Kaufman (épisode 23)
- Wallace Langham : Dr Van Holtzman (épisode 23)

## Production

### Développement
Le 9 mai 2014, la série a été renouvelée pour une septième saison.
David Amann est le nouveau showrunner de la série.
Selon le site TV Line, le mariage entre Richard et Kate aura lieu lors de cette saison.
En octobre 2014, ABC a commandé un épisode supplémentaire à la saison pour un total de vingt-trois épisodes.

### Attribution des rôles
Lors du premier épisode, l'histoire se centrera sur un personnage du nom de Henry, un homme sans prétention et très intelligent, qui a une incroyable capacité à se fondre dans la foule.
Plusieurs invités sont attendus lors du premier épisode comme entre autres un médecin, un psychiatre et un capitaine des garde-côtes[réf. nécessaire].
En août 2014, Ryan Sands[réf. nécessaire], Gina Ravera et Rebecca Wisocky ont été choisis pour interpréter un rôle le temps d'un épisode lors de cette saison.
En septembre 2014, Matt Letscher est annoncé dans le rôle de Henry Jenkins et Jeffrey Nordling dans celui d'un promoteur immobilier d'un centre commercial de luxe.
En octobre, Tyler Hilton, Paul Ben-Victor et Krista Allen (connue pour les téléfilms Emmanuelle) ont obtenu un rôle d'invité le temps d'un épisode lors de cette saison.
En décembre, l'actrice Annie Wersching reprendra son rôle du docteur Kelly Nieman le temps de deux épisodes.
En janvier 2015, l'acteur Michael Mosley reprendra son rôle du tueur en série Jerry Tyson dit 3XK le temps de deux épisodes. Tout comme Annie Wersching, il sera au cœur de l'intrigue du double épisode qui sera diffusé en février 2015.
En février 2015, Linda Park est annoncée pour jouer l'inspecteur Zhang, le temps d'un épisode.
En mars 2015, Ricardo Chavira et Reiko Aylesworth sont annoncés pour jouer le temps d'un épisode. Ricardo aura le rôle d'Alex Lopez, un membre du congrès dont la vie est en danger, alors que Reiko jouera le rôle de sa femme qui se prénomme Mia. Ils apparaîtront dans l'épisode 18, prévu pour le 24 mars 2015.
En avril 2015, Lance Reddick et Wallace Langham sont annoncés pour jouer dans les derniers épisodes.
En mai 2015, l'écrivain Michael Connely, Andrew Marlow et Terri Miller joueront leur propre rôle dans le dernier épisode de la saison et de la série.

### Diffusions
Aux États-Unis, la saison est diffusée depuis le 29 septembre 2014 sur ABC et en simultané sur CTV au Canada.
La diffusion francophone se déroule ainsi :
- en Suisse, la saison est diffusée depuis le 16 août 2015 sur RTS Un[20] à raison de deux épisodes par semaine ;
- en Belgique, depuis le 18 août 2015 sur RTL-TVI à raison de deux épisodes par semaine[réf. nécessaire] ;
- en France, depuis le 24 août 2015 sur France 2 à raison d'un épisode par semaine[21] ;
- au Québec, depuis le 1er septembre 2015 sur Séries+[22].

## Liste des épisodes

### Épisode 1:Sans relâche
- États-Unis /  Canada : 29 septembre 2014 sur ABC[23] / CTV
- Suisse : 16 août 2015 sur RTS Un[20]
- Belgique : 18 août 2015 sur RTL-TVI[réf. nécessaire]
- France : 24 août 2015 sur France 2[21]
- Québec : 1er septembre 2015 sur Séries+[22]

- États-Unis : 10,75 millions de téléspectateurs[24] (première diffusion)
- Canada : 3,13 millions de téléspectateurs[25],[26] (première diffusion + différé 7 jours)
- France : 5 millions de téléspectateurs[27] (première diffusion)

- Ryan Sands (le sergent Taggert)
- Jon Lindstrom (agent Connors)
- Don Stark (Vincent « The Scar » Cardano)
- Matt Letscher (Henry Jenkins)

Quelques secondes après l'arrivée de Kate sur le site de l'accident, Kevin et Javier le découvrent puis c'est au tour d'Alexis et Martha. L'espoir renaît dans l'esprit de Kate quand elle découvre, après que la voiture en feu est éteinte, qu'il n'y a pas de corps. Les premiers indices, que Kevin et Esposito découvrent, laissent penser que l'accident qu'a eu Castle, a servi à cacher son enlèvement. Un premier témoin a identifié le véhicule dans lequel les ravisseurs l'auraient enlevé. Le FBI réussit à réactiver le téléphone portable de Castle pour tracer son signal et le suit jusqu'à une casse où ils assistent à la destruction du véhicule. Kate, Esposito et Ryan trouvent la personne qui a détruit le véhicule et l'arrêtent. Kate tente de le faire parler afin de savoir pourquoi il a détruit le véhicule. Alexis est dévastée par la disparition de son père. Martha tente tant bien que mal de rassurer Alexis. Ryan découvre un lien entre Duffin et un mafioso du New Jersey, Vincent Cardano, que Kate et Richard ont déjà rencontré. Vincent finit par expliquer pourquoi il a ordonné à Gary de détruire le 4X4. C'est alors qu'une nouvelle théorie va faire son apparition au sein de l'enquête. Toute l'équipe s'interroge sur une éventuelle planification de Castle pour son propre enlèvement. Alors que tous les indices se dirigent vers cette théorie, Kate doute de plus en plus que Richard soit capable de faire une telle chose. Après deux mois d'enquêtes, la garde côtière américaine découvre un canot à la dérive, à 130 kilomètres du Delaware, avec le corps de Richard gisant sur le plancher, inconscient. Kate demande l'aide de Lanie afin d'avoir des indices sur le corps de Castle. Elle découvre une clé, cousue dans la doublure du pantalon de Castle, avec le numéro 38 inscrit dessus. Elle découvre aussi que Richard avait des anticorps contre la dengue. Elle fait part de ces découvertes à Kate.
- Cet épisode sera la première partie d'une intrigue en double épisode[4].
- Dans la version originale, il est possible d'entendre parfaitement Kate parler quelques secondes en français.

### Épisode 2:Montréal
- États-Unis /  Canada : 6 octobre 2014 sur ABC / CTV
- Suisse : 16 août 2015 sur RTS Un
- France : 31 août 2015 sur France 2
- Québec : 8 septembre 2015 sur Séries+

- États-Unis : 9,9 millions de téléspectateurs[28] (première diffusion)
- Canada : 2,64 millions de téléspectateurs[29] (première diffusion + différé 7 jours)
- France : 5 millions de téléspectateurs[30] (première diffusion)

- Matt Letscher (Jenkins)
- Lilli Birdsell (Samantha Williger)
- Gina Ravera (Marsha Stoller)
- Brian Tichnell (Matt Monroe)

Alors que Castle est à une émission de télévision afin de promouvoir les romans Wild Storm et Raging Heat, l'animatrice lui pose des questions sur sa disparition de deux mois. Mal à l'aise, Castle tente de revenir sur la promotion de ses deux romans. L'animatrice évoque une ruse de l'écrivain pour écrire un nouveau roman. Castle nie mais l'animatrice installe davantage Castle dans le malaise. Afin de se sortir de là, Castle annonce qu'il offrira 250 000 dollars à quiconque pourra lui apporter la preuve véritable de l'endroit où il était et ce qu'il faisait pendant les deux mois où il a disparu. Le lendemain de l'entrevue, Kate reproche à Richard ce qu'il a dit à propos de la récompense.
En parallèle, l'équipe enquête sur la mort de Wallace Williger, 45 ans, propriétaire et PDG des jouets Williger, dont la poupée Sunshine Sarah. Le corps de la victime a été retrouvé enveloppé dans du plastique. Le visage et les mains de la victime sont en apparence brûlés. Les premiers indices démontrent que Wallace n'avait rien à se reprocher ni à cacher. Or, un fait vient perturber Kate. La femme de la victime leur a dit que Wallace travaillait très tard depuis la mort de leur labrador et la vice-présidente de la compagnie de jouets leur a dit que Wallace partait toujours tôt. Ensuite, Lanie découvre un reçu de caisse d'un café de Brooklyn. En fouillant dans le bureau de Wallace, Javier découvre un tiroir secret : une clé et un téléphone portable. L'équipe découvre que Wallace passait des appels à une certaine Natalie Mendoza. L'équipe découvre aussi un fait surprenant : Wallace s'est présenté à Natalie comme étant Joe Meyers. Il lui a demandé de lui montrer comment se vieillir. L'équipe découvre alors que Wallace se faisait passer pour Joe Meyers, un homme de 70 ans, et remonte la piste de ce qu'il faisait réellement.
Du côté de l'enquête sur la disparition de Castle, Alexis arrive au commissariat avec Mike et Lauren Adams, un jeune couple marié. Alexis, Castle et Kate découvrent avec stupéfaction que Castle est bel et bien photographié avec un homme. Kate découvre qu'il s'agit du faux Henry Jenkins. Mike annonce au couple et Alexis que la photo a été prise à Montréal. Richard se demande ce qu'il a bien pu faire là bas. En faisant des recherches sur Internet, Alexis découvre que la photo a été prise sur le parvis de la Banque Globale de Montréal. Alexis suggère à Richard que la clef avec le numéro 38 provient de cette banque. Elle propose à Kate et à Richard qu'ils aillent le vérifier. Richard est enthousiaste à cette idée, mais pas Kate. Alexis se propose d'accompagner Richard. Kate accepte avec regret qu'Alexis l'accompagne. À Montréal, après avoir usé d'un subterfuge, Castle et Alexis ont accès au coffre numéro 38. Ils découvrent trois lettres adressées à Alexis, Kate et Martha. À l'intérieur, il y a une carte mémoire. Castle a enregistré un message, le même pour les 3 femmes de sa vie. Après avoir analysé les images, Castle découvre qu'il était à Montréal lors de sa disparition. Il décide de se rendre à l'adresse que lui a donnée l'analyse et fait la rencontre du faux Henry Jenkins. Il dit à Castle de ne pas chercher à savoir ce qu'il a fait lors de sa disparition. Il lui révèle aussi que c'est Richard, qui lui a demandé de lui faire oublier les événements reliés à sa disparition. Il lui dit de se souvenir de la forêt Hollander, alors qu'il avait onze ans et de la raison pour laquelle il est devenu écrivain. Il réitère sa demande de ne pas chercher à savoir ce qu'il a fait lors de sa disparition, sans quoi il pourrait le regretter.
De retour à New York, Castle explique à Kate, Alexis et Martha les événements de Montréal et sa rencontre avec le faux Henry Jenkins. Alexis lui reproche d'avoir voulu le rencontrer sur un coup de tête. Leur rencontre le rend perplexe et sous le coup de l'impulsivité, Castle demande Kate en mariage, dans la plus grande intimité. Kate lui donne l'échéance d'un mois, ce que Castle accepte.
- Cet épisode sera la deuxième partie de l'intrigue[4].
- Il y a quelques images de la véritable ville de Montréal, mais les scènes de rue se déroulant entre Alexis et Castle ne sont qu'une pure imagination de la réalisation, tournées à Los Angeles.[réf. nécessaire] Les noms de rues montrés (rue Vallière et rue Sébastien) dans l'épisode n'existent pas ou ne sont pas situés réellement au même endroit à Montréal.

### Épisode 3:Une force invisible
- États-Unis /  Canada : 13 octobre 2014 sur ABC / CTV
- Suisse : 23 août 2015 sur RTS Un
- France : 7 septembre 2015 sur France 2
- Québec : 15 septembre 2015 sur Séries+

- États-Unis : 9,17 millions de téléspectateurs[31] (première diffusion)
- Canada : 2,64 millions de téléspectateurs[32] (première diffusion + différé 7 jours)
- France : 5,2 millions de téléspectateurs[33] (première diffusion)

- Rebecca Wisocky (Dr Elena Sarkov)
- Nick McCallum (William Fairwick)
- Tate Ellington (Henry Wright)
- Tom Wright (en) (Fats Shepherd)
- Chad Michael Collins (Tom Talmadge)

Depuis le retour de Castle, Kate et Richard ont repris leur vie normale, sauf pour le sexe. Chacun pensait que l'autre n'était pas prêt à s'adonner au sexe. Les deux s'avouent être prêts. Étant prête à passer au lit, Kate reçoit un appel du commissariat. Kate promet alors à Richard une soirée torride.
L'équipe enquête sur la mort de William Fairwick, 25 ans, qui est mort poignardé par une queue de billard. Son appartement a été saccagé lors d'une bagarre. L'équipe découvre aussi une liasse de 20 000 $. Richard découvre dans l'appartement de la victime une carte magnétique et en déduit qu'il s'agit de l'endroit où William travaillait. Au même moment, le voisin de William, Henry Wright, découvre que son voisin William est mort. Richard constate qu'Henry est un joueur du jeu Terra Quest. Henry révèle à Kate et Castle que William était un joueur professionnel de billard. À l'endroit où il disputait ces matchs de billard, Fats Shepherd confie à Kate et Richard que William lui a dit avoir fait un pacte avec le diable et qu'il est en train de perdre son âme. Il n'en faut pas plus pour Castle pour élaborer une théorie sur un diable meurtrier. Les premiers indices que l'équipe va découvrir vont confirmer la théorie du diable meurtrier venu reprendre ce que William devait. Kate tente d'élaborer des théories plus plausibles sur la mort de William, mais Richard démonte chacune d'elles. La théorie du diable de Richard va évoluer vers la théorie de l'homme invisible quand, voulant récupérer la carte magnétique de l'endroit où travaillait William, Kate et Richard se font attaquer par une force invisible qui tente de la récupérer. Richard réussit à échanger la carte magnétique par sa carte de crédit. C'est ainsi que Richard et Kate vont découvrir le laboratoire du docteur Elena Sarkov. Il s'agit du véritable lieu de l'endroit où travaillait William et un laboratoire contrôlé par le gouvernement. C'est en discutant avec Elena sur une attaque informatique dont aurait été victime le laboratoire que Richard va précipiter l'enquête et ainsi arrêter la personne qui a tué William Fairwick.

### Épisode 4:Un problème enfantin
- États-Unis /  Canada : 20 octobre 2014 sur ABC / CTV
- Suisse : 23 août 2015 sur RTS Un
- Québec : 22 septembre 2015 sur Séries+
- France : 14 septembre 2015 sur France 2

- États-Unis : 8,82 millions de téléspectateurs[34] (première diffusion)
- Canada : 2,47 millions de téléspectateurs[35] (première diffusion + différé 7 jours)
- France : 5 millions de téléspectateurs[36] (première diffusion)

- Elya Baskin (Sergei Vetotchkin)
- Bess Rous (en) (Natalie Barnes)
- David Barrera (le principal Silva)
- Michael Hyatt (Leslie Ruiz)
- Rachel Eggleston (Emily)
- Quinn Friedman (Jason)

Alexis et Martha ont préparé le repas pour Richard et Kate. Celle-ci, repue, veut faire sa part en lavant la vaisselle, mais Richard l'en empêche. Kate lui reproche de jouer un peu trop la comédie du « j'ai disparu pendant 2 mois et me revoilà » pour ne pas aider sa mère et sa fille. Richard avoue à Kate aimer ce moment. Kate informe Richard qu'elle n'aime pas voir Alexis être trop protectrice avec lui.
L'équipe enquête sur la mort d'Anton Vetotchkin, 22 ans, fils de Sergei Vetotchkin, propriétaire d'une flotte de camions vendant de la crème glacée. La victime a été tuée à bout portant et retrouvée dans l'un des camions de la compagnie de Sergei. Les premières informations que l'équipe va trouver, démontrent qu'Anton était un homme sans histoire qui suivait des cours de dessins à l'université. Lors de son cours, Anton a été terrifié par quelque chose qu'il a vu en classe. Natalie Barnes, l'enseignante a vu par la suite Anton partir avec un homme, dans une Camry verte. L'enquête démontre qu'il s'agit d'un policier à la retraite du nom de Clark Jaffe. Plus tard, un troisième individu sera connecté à Anton et Clark, un russe se prénommant Dimitri Kalenkov. Voulant parler à Clark et à Dimitri, l'équipe découvre que les deux hommes sont morts à quelques heures de la mort d'Anton. En fouillant la chambre de son garçon, Sergei va découvrir ce que faisait Anton.
Entre-temps, Kevin a découvert une feuille de permission de sortie provenant de l'école élémentaire Kennedy. Il informe Kate et Castle qu'un enfant aurait probablement été témoin du meurtre d'Anton. Richard découvre qu'il s'agit d'un enfant de 2e année de la classe de Leslie Ruiz. À la suite des explications de Kate au principal Silva, Castle se dévoue afin de trouver l'enfant. La tâche de retrouver le témoin n'est pas facile pour Richard, puisque l'enseignante Leslie est récalcitrante à le voir débarquer dans sa classe. Les enfants ne veulent pas parler. Richard tente d'avoir la confiance de la classe et de l'enseignante. Plusieurs fausses pistes sur le témoin se présenteront à Castle. Richard finira par avoir la confiance de la classe et de l'enseignante. Malheureusement, le témoin ne se manifeste pas. C'est au moment de partir, croyant avoir échoué dans sa mission de trouver le témoin, que ce dernier va se manifester. Cela va permettre d'avancer et de conclure l'enquête.
- À la scène finale, Richard fait référence à l'enlèvement d'Alexis et au fait qu'elle a été retenue captive à Paris (lors du double épisode 15 et 16 de la cinquième saison).
- Bien que créditée, Penny Johnson Jerald n'apparait pas dans cet épisode.

### Épisode 5:Un buzz foudroyant
- États-Unis /  Canada : 27 octobre 2014 sur ABC / CTV
- Suisse : 30 août 2015 sur RTS Un
- France : 21 septembre 2015 sur France 2

- États-Unis : 8,75 millions de téléspectateurs[37] (première diffusion)
- Canada : 2,43 millions de téléspectateurs[38] (première diffusion + différé 7 jours)
- France : 5 millions de téléspectateurs[39] (première diffusion)

- Emily Davenport (Abby Smith)
- Matt Pascua (Carlos Villegas)
- James Huang (Edward Han)
- David Marciano (Bill Garrett)
- Jared Kusnitz (Adam Lane)

Castle se prépare à faire de la publicité pour son dernier roman Raging Heat. Martha, qui lui donne un soutien moral, est tout aussi nerveuse que son fils. Lors de l'enregistrement de la publicité, Richard accumule les maladresses. Se rendant sur une scène de crime, Castle raconte à Beckett ce qu'il compte faire pour promouvoir son nouveau roman. Pensant à de la publicité télé, Kate est surprise d'entendre qu'il s'agit en fait de la publicité sur Internet.
L'équipe de Beckett enquête sur un tueur en série, du nom de « Netslayer », sévissant sur un réseau social qui s'appelle Snappamatic. La première victime, Abby Smith, était très populaire pour ses critiques humoristiques. Elle avait quelques ennemis. Après avoir disculpé quelques suspects, « Netslayer » commence à narguer la police. Il s'ensuit un jeu d'indices sous forme de photos. Après l'analyse des photos par Tory, la spécialiste informatique de la police, Richard finit par découvrir qui sera la prochaine victime. Malheureusement pour eux, ils se trompent de victimes. « Netslayer » prend un malin plaisir à narguer la police, mais surtout Kate et Richard. Kate avoue à Richard détester les réseaux sociaux, car on y perd sa vie privée. La moindre photo sur Internet n'est plus privée. C'est alors que Richard a l'idée d'explorer l'enquête sous l'angle de l'anonymat d'Internet: le meurtrier pourrait être une victime d'une brute dans la réalité. Le meurtrier se venge via l'Internet. Partant de cette prémisse et d'une vidéo de surveillance se trouvant devant la maison d'Abby Smith, l'équipe finit par retrouver le meurtrier. Seul problème, « Netslayer » offre un dernier jeu à l'équipe de Beckett: sauver les deux créateurs du site Snappamatic avant que ceux-ci ne soient électrocutés. Kate et son équipe vont tout faire pour sauver les créateurs du site, même mettre de la pression sur le meurtrier afin qu'il révèle où il les retient en otage.
- Castle fait la promotion du roman Raging Heat, qui existe réellement[40].

### Épisode 6:De parfaits inconnus
- États-Unis /  Canada : 10 novembre 2014 sur ABC / CTV
- Suisse : 30 août 2015 sur RTS Un
- France : 28 septembre 2015 sur France 2

- États-Unis : 9,52 millions de téléspectateurs[41] (première diffusion)
- Canada : 2,315 millions de téléspectateurs[42] (première diffusion + différé 7 jours)
- France : 4,9 millions de téléspectateurs[43] (première diffusion)

- Julian Scott Urena : Renzo Conrad
- David Francis Harris : Mathias Gensler
- Jeffrey Nordling : Marcus Lark
- Scott Paulin : Jim Beckett, le père de Kate (apparition sans texte dans cet épisode)
- Daniella Alonso : Maria Sanchez

Kate prépare le petit déjeuner quand Richard fait son apparition dans la cuisine : il découvre que sa compagne a reçu une invitation pour le mariage de l'un de ses ex. La conversation dévie peu à peu sur ce que serait devenu chacun s'ils ne s'étaient pas rencontrés : Kate dit qu'elle serait probablement devenue capitaine du commissariat de police, et Richard imagine qu'il serait en train d'écrire son 2e prix Pulitzer…
Lors de l'enquête sur le meurtre de Mathias Gensler, un citoyen suisse, et de son chauffeur, Renzo Conrad, Kate et Richard sont victimes d'une attaque à la bombe de la part du tueur. Richard est alors projeté vers un « univers parallèle » où Kate, Lanie, Esposito et Ryan ne le connaissent pas. Martha y est une actrice très populaire, et Alexis a pour sa part les cheveux teints en noir et habite à Los Angeles auprès de sa mère. Richard tente de continuer l'enquête sur la mort de Gensler et Conrad, mais il s'attire une série d'ennuis de la part de Beckett. Il finit par comprendre comment il est arrivé dans cet univers parallèle et cherche le moyen de revenir dans l'univers où Kate le connaît et l'aime.

### Épisode 7:Les Mystères de l'Ouest
- États-Unis /  Canada : 17 novembre 2014 sur ABC / CTV
- Suisse : 6 septembre 2015 sur RTS Un
- France : 5 octobre 2015 sur France 2

- États-Unis : 9,38 millions de téléspectateurs[44] (première diffusion)
- Canada : 2,27 millions de téléspectateurs[45] (première diffusion + différé 7 jours)
- France : 5,3 millions de téléspectateurs[46] (première diffusion)

- Sarah Butler (Whitney Williams)
- Hector Hank (Dr Neville)
- Tyler Hilton (Tobias)
- Keith Szarabajka (James Grady)
- Molly Hagan (Daisy May)
- Dale Midkiff (Sheriff Conklin)
- Eloy Casados (Yavapai Elder)

Lors d'une soirée où Lanie, Esposito, Ryan, Alexis et Martha sont invités, Richard et Kate en profite pour leur dire qu'ils se sont enfin mariés dans les Hamptons, tel que prévu. Martha en profite pour montrer l'importance de l'événement. Cela laisse sous le choc les invités. Passé le choc de la surprise, Lanie exprime son mécontentement et finit par féliciter les nouveaux mariés. Esposito et Ryan sont plutôt déçus de n'avoir pas été invités à l'événement et le font sentir à Kate et Richard.
- L'épisode est tourné comme les séries westerns américains d'autrefois.[réf. nécessaire]

### Épisode 8:Chevalier blanc
- États-Unis /  Canada : 24 novembre 2014 sur ABC / CTV
- Suisse : 6 septembre 2015 sur RTS Un
- France : 12 octobre 2015 sur France 2

- États-Unis : 9,55 millions de téléspectateurs[47] (première diffusion)
- Canada : 2,28 millions de téléspectateurs[48] (première diffusion + différé 7 jours)
- France : 5,1 millions de téléspectateurs[49] (première diffusion)

- Will Rothhaar (Jared Stone)
- Nathan Anderson (Brent Reeves)
- Wendy Braun (Carol Jarvis)
- Jessica Camacho (Marisa Aragon)

- Sur certains points, l'affaire n'est pas sans rappeler le film L'Attaque du métro 123, que Castle évoque d'ailleurs en cours d'enquête.[réf. nécessaire]
- Bien que créditées, Susan Sullivan et Molly Quinn n'apparaissent pas dans cet épisode.

### Épisode 9:Action!
- États-Unis /  Canada : 1er décembre 2014 sur ABC / CTV
- Suisse : 13 septembre 2015 sur RTS Un
- France : 19 octobre 2015 sur France 2

- États-Unis : 8,45 millions de téléspectateurs[50] (première diffusion)
- Canada : 2,37 millions de téléspectateurs[51] (première diffusion + différé 7 jours)
- France : 5,1 millions de téléspectateurs[52] (première diffusion)

- Krista Allen (Naomi Duvray)
- Ted McGinley (Brock Harmon)
- Kathleen York (Kat Kingsley)
- Morgan Benoit (Lance Delorca)
- Gonzalo Escudero (Enrique Gomez)

C'est le grand jour pour Kate : elle emménage officiellement chez Richard en tant qu'épouse. Alors qu'elle fait le tri dans ses affaires, Castle n'arrête pas de faire des commentaires désobligeants sur son appartement et son voisin. Cela déçoit Kate. Plus tard, durant l'enquête, elle confie à Lanie sa déception sur la réaction de Richard à propos de son appartement et de son voisin.
L'équipe enquête sur la mort d'un acteur de cinéma espagnol du nom de Lance Delorca. Il était la vedette des films Hard Kill et Les Indestructibles, films d'action des années 1980. Richard, grand fan de ce type de film, reconnait la star, alors que les autres avouent ne pas la connaître. Richard, qui sait que Lance vit à Los Angeles, se demande pourquoi il est à New York. Puis, il décide de faire des recherches sur la victime. Castle dit que Lance était membre du CNI, l'agence d'espionnage espagnole. Puis, au commissariat, Richard montre le film Hard Kill à Esposito et Ryan. Il les renseigne sur chacun des acteurs et actrices du film. Cela déplaît beaucoup à Kate qui n'y voit pas un grand intérêt. Richard fournit alors à Kate une première piste pour aborder l'enquête : Kate Kingsley, l'épouse de Lance et actrice. Cette dernière les envoie vers Brock Harmon, acteur, qui hébergeait Lance. Les propos de Castle sur le fait que Lance était un membre du CNI sont confirmés par Brock. Il n'en faut pas plus à Richard pour élaborer une théorie comme Jason Bourne. Malheureusement pour Richard, sa théorie et sa croyance envers Lance vont s'effriter quand un agent d'Interpol venant d'Espagne, Enrique Gomez, va informer l'équipe que Lance n'était pas un membre du CNI et qu'il était éleveur de chèvres dans les Pyrénées. Cependant, Richard élabore une autre théorie où cette fois, les acteurs et actrices du film Hard Kill deviennent leur personnage dans la réalité. Au grand dam de Kate, cette dernière théorie de Castle semble tenir la route. En effet, chaque indice que l'équipe va trouver va renforcer cette théorie. Cependant, un petit détail que Kate va trouver va démolir la théorie de Castle et ainsi permettre d'arrêter le meurtrier.
- L'épisode fait un clin d’œil aux films Expendables et aux films des années 1980-1990 où Stallone et Schwarzenegger étaient les vedettes[53].

### Épisode 10:Un Noël dans la mafia
- États-Unis /  Canada : 8 décembre 2014 sur ABC / CTV
- Suisse : 13 septembre 2015 sur RTS Un
- France : 26 octobre 2015 sur France 2

- États-Unis : 7,32 millions de téléspectateurs[54] (première diffusion)
- Canada : 2,29 millions de téléspectateurs[55] (première diffusion + différé 7 jours)
- France : 5,3 millions de téléspectateurs[56] (première diffusion)

- Carole Gutierrez (Dr Deb Lander)
- Larry Poindexter (inspecteur McBride)
- Vincent Spano (Christopher Carlucci)
- Mo Gallini (Rocco Carducci)
- Paul Ben-Victor (Dino Scarpella)
- Alex Frnka (Jane Scarpella)
- Jackie Tohn (Cyber Rita)
- Beau Billingslea (Dr. Walter Parish)
- Judyann Elder (Melinda Parish)

Le temps de Noël approchant, Castle est très excité de continuer la tradition familiale. Cette tradition veut que chaque membre de la famille fasse un poème d'environ 6 lignes sur les moments forts, pour la personne, de l'année qui va se finir. Kate est mal à l'aise en ne sachant pas de quoi Richard parle et ment à son époux. Devant Martha et Alexis, elle avoue avoir complètement oublié de faire le poème. Elle demande aux deux femmes les renseignements nécessaires pour la construction du dit poème. Par la suite, Kate parle à Castle du fait qu'elle a de la difficulté à faire le poème demandé. Castle, qui veut aider Kate, lui impose la fête de Noël du commissariat pour lire son brouillon.
L'équipe de Kate enquête sur la mort d'Eric Mercer, un médecin urgentiste de l'hôpital St-Simon. Les témoins disent avoir vu le Père Noël pourchassant en Mustang la victime et l'abattre à bout portant. D'autres témoins disent que la victime avait un sac à dos bleu et d'autres non. L'équipe retrouve aussi, sur la victime, des cristaux de minéraux, qui se trouvent être du sel que l'on étend sur la route, l'hiver, lorsque c'est glissant. Les premiers indices, que l'équipe découvre, les mènent tout droit vers la famille des Carlucci, une famille de la mafia. Castle affirme connaître le dirigeant de la famille, Dino Scarpella, à la suite d'une collaboration pour un livre de Derrick Storm. Après une rencontre infructueuse avec le dirigeant de la famille, Castle le rencontre seul. Dino donne des renseignements à Castle, en échange il doit trouver le meurtrier d'Eric. Ils font même le serment de l'Omerta. Castle n'a pas le choix et enquête contre son gré. Avec l'aide de Kate et des informations que lui donnent Dino et ses sbires, Castle réussit à remonter la piste et à trouver le meurtrier.
À la fin de l'enquête, Victoria informe que le procureur et le maire sont au courant que Richard a traficoté avec la mafia. Elle décide de renvoyer Castle. Cela l'attriste puisque c'est le jour de Noël au commissariat.

### Épisode 11:Castle, détective privé
- États-Unis /  Canada : 12 janvier 2015 sur ABC[57] / CTV
- Suisse : 20 septembre 2015 sur RTS Un
- France : 2 novembre 2015 sur France 2

- États-Unis : 6,77 millions de téléspectateurs[58] (première diffusion)
- Canada : 2,43 millions de téléspectateurs[59] (première diffusion + différé 7 jours)
- France : 5,2 millions de téléspectateurs[60] (première diffusion)

- Gia Mora (Shana Baker)
- Arye Gross (M.E. Perlmutter)
- Tim Griffin (Spalding Elliot)
- Heather McComb (Nicole Morris)
- Alimi Ballard (Frank Jackson)

Trois mois après son éviction des bureaux de la police, Richard, qui passait ses journées en pyjama, s'est habillé et prépare le petit déjeuner. Cela surprend Martha, qui lui en fait la remarque. Kate s'en aperçoit aussi. C'est alors que Richard annonce à Kate qu'il a une surprise pour elle. Kate tente de le savoir, mais Richard réussit à garder son secret.
L'équipe de Beckett enquête sur la mort de Shana Baker. Elle travaillait comme directrice des admissions dans une école primaire privée très huppée. Alors que Ryan découvre un mégot de cigarette et que Kate découvre l'absence du chien de la victime, Richard fait son apparition sur la scène de crime. Kate est surprise et fâchée de le voir arriver. Richard explique qu'il est officiellement détective privé. Il a suivi des cours en ligne et a eu sa licence de détective, récemment. Richard se fait montrer la porte par Kate. Il annonce par le fait même qu'il va faire sa propre enquête sur la victime. L'enquête va prendre la tournure d'une compétition entre Kate et Richard. Quand l'un sera en avance sur l'autre, l'autre va tenter d'en savoir plus sur l'enquête et vice versa. Alors que Kate va suivre la piste des messages haineux qu'a reçus Shana, Richard suit celle de la disparition du chien. Au commissariat de police, Gates est furieuse que Castle se soit présenté sur la scène de crime en tant que détective privé. Kate l'informe que techniquement, elle ne peut rien faire, car Castle enquête pour un client. Gates avertit Esposito, Ryan et Kate que si elles étaient au courant qu'ils partagent des informations avec Castle sur l'enquête, leur emploi serait menacé. Les enquêtes de Richard et de Kate les mènent vers une histoire d'un accident survenu à l'université Radnor et dont Shana tentait de trouver la vérité.
En parallèle, Ryan et Esposito s'ennuient de ne pas voir Castle au commissariat. Ryan tente d'imiter Castle en élaborant des théories parfois farfelues.

### Épisode 12:L'affaire est dans le sac
- États-Unis /  Canada : 19 janvier 2015 sur ABC / CTV
- Suisse : 20 septembre 2015 sur RTS Un
- France : 9 novembre 2015 sur France 2

- États-Unis : 7,60 millions de téléspectateurs[61] (première diffusion)
- Canada : 2,51 millions de téléspectateurs[62] (première diffusion + différé 7 jours)
- France : 5 millions de téléspectateurs[63] (première diffusion)

- Daya Vaidya (Sofia Del Cordova)
- Kamar De Los Reyes (Manuel Villalobos)
- Franco Barberis (Francisco Herrara)
- Erick Lopez (Marcus Segundo)
- Cindy Luna (Anahita Menendez)
- Jackson Hurst (Harlan Mathis)
- Nazneen Contractor (Layla Nasif)
- Adam Wylie (Ronny)

Kate interroge Martha sur la nouvelle entreprise de Richard. Martha ne croit pas que l'entreprise durera. Elle voit plutôt cela comme une distraction pour Richard. Kate approuve Martha et l'informe que Richard n'a pas de clients potentiels. Elle l'informe que Richard reçoit beaucoup d'appels de ses fans, de gens qui ont des théories sur sa disparition et même des gens qui veulent retrouver leur chat disparu. Martha approuve Kate. Kate avoue à Martha que si Richard s'est ouvert une agence de détective, c'est pour pouvoir retravailler à nouveau avec elle au commissariat. Au même moment, Richard annonce à sa mère et à Kate qu'il a terminé le site internet de son agence de détective.
À Richard Castle Investigation, Richard n'a aucun client et passe sa journée à attendre. Afin de ne pas se faire prendre en pitié par Kate, il lui ment sur ce qu'il fait à son agence.
Au commissariat, l'équipe de Kate enquête sur la mort d'Anahita Menendez, une actrice colombienne de la telenovela, dont on a retrouvé le corps dans une ruelle et étranglé. Les premiers balbutiements de l'enquête mènent l'équipe vers les studios de la telenovela. Esposito, qui est un grand fan de la telenovela, ment à Kate. Il lui affirme ne pas être fan de la telenovela, alors qu'il connait par cœur les acteurs et actrices. Esposito est fan de l'actrice Sofia Del Cordova. Quand Kate rencontre l'actrice, Sofia lui demande si la police a retrouvé le sac à main qu'elle a prêté à Anahita, un Arthur Radcliffe qu'un magasin lui a prêté, Kate lui avoue que non. C'est alors que Kate, sachant que Richard n'a pas de clients potentiels, décide de lui envoyer Sofia.
- Bien que créditées, Tamala Jones et Molly Quinn n'apparaissent pas dans cet épisode.

### Épisode 13:Devant mes yeux
- États-Unis /  Canada : 2 février 2015 sur ABC / CTV
- Suisse : 27 septembre 2015 sur RTS Un
- France : 23 novembre 2015 sur France 2

- États-Unis : 7,41 millions de téléspectateurs[64] (première diffusion)
- Canada : 2,2 millions de téléspectateurs[65] (première diffusion + différé 7 jours)
- France : 4,9 millions de téléspectateurs[66] (première diffusion)

- Brianna Brown (Eva Whitfield)
- Ivan Sergei (Cole Whitfield)
- Gregory Zarian (Scott Galloway)
- Audrey Marie Anderson (Aubrey Haskins)

Alors que Gates est en vacances, Kate en profite pour terminer des dossiers à la maison, en compagnie de Richard. Au même moment, Castle reçoit un appel d'un premier client. Kate est enthousiasmée par le premier client de Castle, mais ce dernier l'est moins, puisqu'il ne sera pas avec son épouse. Pour l'encourager et ne pas le tenter, Kate décide alors de terminer ses dossiers, au commissariat.
Castle rencontre, au Richard Castle investigations, sa cliente, madame Whitfield. Elle explique à Castle qu'elle est allée à la même école que lui. Castle la reconnaît comme étant Eva Hendricks. Elle lui dit que oui, mais que maintenant elle est mariée à Cole Whitfield. Elle demande à Castle d'enquêter sur son mari Cole, qu'elle soupçonne de la tromper avec une autre femme. Eva veut savoir si ces soupçons sont fondés. Alors qu'il est sur le point de refuser l'affaire, Castle accepte d'aider Eva. Castle découvre qu'effectivement Cole trompe Eva. Il montre les photos qu'il a prises à Kate, qui l'interroge sur ce qu'il va faire. Richard veut rendre les photos à Eva pour prouver ce qu'il avance. Il demande à Kate de lui rappeler de ne plus jamais prendre ce genre d'affaire. Arrivé chez Eva, à Westchester, pour lui remettre les photos, Castle entend le cri effrayant d'Eva. Il a le temps de contourner la maison et de voir par la fenêtre de la cuisine qu'un homme tire le corps inanimé et ensanglanté d'Eva. Castle en conclut que c'est Cole, le mari d'Eva. Il poursuit le meurtrier qui met le corps d'Eva dans une voiture qui ressemble à celle de Cole. Richard poursuit le meurtrier, avec sa voiture. Le meurtrier arrive à une forêt. Bien vite, Castle perd la trace du meurtrier, jusqu'à ce que ce dernier l'assomme. Au réveil de Castle, il s'aperçoit que le meurtrier a volé sa voiture.
Richard téléphone à Kate et lui raconte ce qui est arrivé à Eva. Richard clame haut et fort que c'est Cole, le meurtrier. Avec l'inspecteur Neely, Kate et Richard entament une enquête sur la mort d'Eva. Ils rendent visite à Cole. Malheureusement pour eux, les indices qui prouvent qu'il y a eu meurtre dans la cuisine sont introuvables. L'inspecteur Neely et Kate commencent à douter de Richard. Kate, en l'absence de Gates, décide d'aider Richard. L'équipe va enquêter sur Cole Whitfield. L'équipe va découvrir que Cole Whitfield n'est pas celui qu'Eva et les gens de son entourage pensent qu'il est. L'enquête va prendre une tournure dramatique quand le corps d'Eva est repêché dans le fleuve Hudson. Cela permet à l'équipe de découvrir des faits nouveaux et ainsi remonter au vrai meurtrier et à la vraie raison du meurtre d'Eva.
À la fin de l'enquête, Castle avoue à Kate qu'il ne sait pas s'il doit continuer à exercer le métier de détective. Kate tente de le rassurer et de continuer sur cette voie.
- Bien que créditées, Susan Sullivan, Molly Quinn et Penny Johnson Jerald n'apparaissent pas dans cet épisode.
- Pour la diffusion en France, l'épisode, initialement programmé le 16 novembre, est remplacé par un numéro spécial de l'émission Des paroles et des actes consacré aux attentats du 13 novembre 2015 en France[67].

### Épisode 14:Résurrection
- États-Unis /  Canada : 9 février 2015 sur ABC / CTV
- Suisse : 27 septembre 2015 sur RTS Un
- France : 30 novembre 2015 sur France 2

- États-Unis : 7,43 millions de téléspectateurs[68] (première diffusion)
- Canada : 2,168 millions de téléspectateurs[69] (première diffusion + différé 7 jours)
- France : 4,7 millions de téléspectateurs[70] (première diffusion)

- Annie Wersching (Dr Kelly Nieman)
- Michael Mosley (Jerry Tyson / Mike Boudreau)
- Laura Coover (Susan Watts)
- Amy Rosoff (Katrina)
- Maya Goodwin (Laura)

L'équipe de Kate enquête sur la mort de Susan Watts, que l'on a retrouvée en pyjama, dans la poubelle d'une ruelle. Susan Watts était connue du milieu policier pour être une ex-toxicomane d'Arizona. C'est un sans-abri du nom de Ed Turner qui a trouvé le corps et qui a téléphoné à la police. Or, à l'arrivée de la police, Turner avait disparu.
Les premières informations trouvées mènent l'équipe vers un organisme du nom de Newstart Horizons, une association qui vient en aide aux ex-détenues qui veulent se réinsérer. Kate découvre par hasard une figure qu'elle connaît très bien : la docteure Kelly Nieman. Entre-temps, Lanie qui a eu des doutes sur la victime, informe Esposito qu'elle a trouvé une plume dans les cheveux de la victime et que la manière dont la victime est morte, lui rappelle l'affaire Pam Hodges. Pour Lanie, il ne fait aucun doute : il s'agit du même tueur qui récidive, le 3XK. Kate informe Gates sur ce que Lanie a trouvé et lui demande d'avoir Castle sur cette affaire. Elle insiste sur le fait que seul Richard connaît l'affaire sur le tueur Jerry Tyson et sur la docteure Kelly Nieman. Gates accepte de réintégrer Castle, mais uniquement pour cette affaire.
Bien vite, l'équipe découvre que la docteure Nieman travaille à l'hôpital St-Simon, pour faire de la chirurgie esthétique. Les caméras de surveillance leur permettent de découvrir une femme qui ressemble à Susan Watt et un homme, à Jerry Tyson. Grâce au camion, l'homme est vite identifié comme étant Mike Boudreau. Quand Mike Boudreau se fait interroger par Kate et Richard, celui-ci nie être Jerry Tyson. L'équipe fait des pieds et des mains afin de pouvoir identifier Mike Boudreau comme étant Jerry Tyson. Castle commence à comprendre les motivations de Jerry Tyson à trouver des femmes blondes identiques et trouve un lien. N'ayant rien trouvé qui permet de coller l'identité de Jerry Tyson à Mike Boudreau, celui-ci est relâché. Castle comprend, grâce au nom du sans-abri (Ed Turner = Returned) trop tard que la docteure Nieman et Mike Boudreau ont manipulé la police.
- L'épisode est la première partie d'une intrigue du double épisode prévu cette saison.
- Il y a plusieurs flashbacks des saisons précédentes sur le tueur 3XK (Jerry Tyson) et sur la sixième saison concernant l'épisode sur le docteur Kelly Nieman.

### Épisode 15:Règlement de comptes
- États-Unis /  Canada : 16 février 2015 sur ABC / CTV
- Suisse : 4 octobre 2015 sur RTS Un
- France : 7 décembre 2015 sur France 2

- États-Unis : 8,47 millions de téléspectateurs[71] (première diffusion)
- Canada : 2,401 millions de téléspectateurs[72] (première diffusion + différé 7 jours)
- France : 4,9 millions de téléspectateurs[73] (première diffusion)

- Annie Wersching (Dr Kelly Nieman)
- Michael Mosley (Jerry Tyson / Mike Boudreau)

### Épisode 16:Planète hostile
- États-Unis /  Canada : 23 février 2015 sur ABC / CTV
- Suisse : 4 octobre 2015 sur RTS Un
- France : 14 décembre 2015 sur France 2

- États-Unis : 7,61 millions de téléspectateurs[74] (première diffusion)
- Canada : 2,156 millions de téléspectateurs[75] (première diffusion + différé 7 jours)
- France : 4,7 millions de téléspectateurs[76] (première diffusion)

- Yves Bright (Tom Richwood)
- Gwendoline Yeo (Elise Kim)
- David Rogers (Viggo Jansen)
- Sterling K. Brown (Ed Redley)
- Maxwell Caulfield (Sir Ian Rasher)

Alors que Castle et Beckett rentrent tranquillement chez eux, ils découvrent un appartement agité, avec Alexis jouant au laser tag avec un ami et Martha faisant ses répétitions à l'étage. Kate tire Richard de l'appartement et tente de le calmer.
L'équipe de Beckett enquête sur la mort d'un astronaute, Tom Richwood, dont le corps a été retrouvé dans un simulateur représentant la planète Mars. Il s'agit du projet "Mars 2018", projet qui a été financé par le milliardaire Viggo Jansen. Pour avoir accès au corps, Kate et Richard doivent enfiler des combinaisons spatiales, et Richard est ravi de jouer le jeu. Kate s'aperçoit que Tom a été poignardé par un tournevis. Après avoir interrogé les autres astronautes, Kate veut les interroger au commissariat, mais Viggo Jansen les en empêche, prétextant la perte de temps et d'argent. Il leur permet d'interroger les astronautes à condition que la simulation pour aller sur Mars se poursuive sans délai. Kate accepte et émet ses conditions. Par la suite, Esposito découvre une vidéo de Tom qui dit voir des choses qu'il ne devrait pas voir, comme des intrus, mais Viggo émet l'hypothèse que Tom avait des hallucinations. C'est alors que l'équipe du simulateur découvre que leur équipement informatique a été piraté, forçant ainsi la sécurité. L'équipe du simulateur retrouve la trace du pirate informatique. Il s'agit d'un ancien pilote, Clint Granger, qui en voulait à Tom d'avoir pris sa place. Malheureusement, il nie toute responsabilité dans la mort de Tom. L'équipe de Beckett découvre le pirate informatique qui s'est introduit chez Granger. C'est alors que l'équipe découvre le lien qui unit le pirate informatique aux astronautes. D'indices en indices et de révélations en révélations, Kate et Richard finissent par découvrir les effets du confinement à long terme, ainsi qu'un meurtrier bien terrestre.
- Dans l'épisode Richard fait souvent référence aux films Alien et 2001, l'Odyssée de l'espace.
- Bien que créditée, Penny Johnson Jerald n'apparait pas dans cet épisode.

### Épisode 17:Le Flic de Hong Kong
- États-Unis /  Canada : 16 mars 2015 sur ABC / CTV
- Suisse : 11 octobre 2015 sur RTS Un
- France : 21 décembre 2015 sur France 2

- États-Unis : 8,94 millions de téléspectateurs[77] (première diffusion)
- Canada : 2,242 millions de téléspectateurs[78] (première diffusion + différé 7 jours)
- France : 4,5 millions de téléspectateurs[79] (première diffusion)

- Linda Park (inspecteur Zhang)

- Bien que créditées, Susan Sullivan, Tamala Jones et Molly Quinn n'apparaissent pas dans cet épisode.

### Épisode 18:Dans la ligne de mire
- États-Unis /  Canada : 23 mars 2015 sur ABC / CTV
- Suisse : 11 octobre 2015 sur RTS Un
- France : 28 décembre 2015 sur France 2

- États-Unis : 8,04 millions de téléspectateurs[80] (première diffusion)
- Canada : 2,274 millions de téléspectateurs[81] (première diffusion + différé 7 jours)
- France : 5 millions de téléspectateurs[82] (première diffusion)

- Maya Stojan (Tory Ellis)
- David Conrad (Frank Kelly)
- Reiko Aylesworth (Mia Lopez)
- Ricardo Chavira (Alex Lopez)
- David Andrews (Carl Shelton)
- Annie Little (Carolyn Decker)
- Charlie Hofheimer (Eric Chambers)
- Heather Mazur (Gwen Kelly)
- Ali Hillis (Megan Brooks)

L'équipe de Beckett revient d'une présentation particulièrement ennuyeuse sur les statistiques criminelles. Castle découvre alors qu'on l'a manipulé pour l'obliger à assister à cette présentation et accuse Esposito et Ryan de lui avoir menti. Alors qu'Esposito veut emmener Kate, Richard et Kevin au Old Haunt, ce dernier annonce qu'il doit travailler en sécurité avec son beau-frère Frank. Tous essaient de deviner le client que doit protéger Kevin, mais celui-ci reste muet.
Avec son beau-frère Franck, Kevin doit protéger le député Alex Lopez, sa femme Mia et son chef d'équipe Megan Brooks, lors d'une soirée caritative. Dès leur arrivée au lieu de l'événement, Kevin repère rapidement l'un des opposants à Alex et réussit à le neutraliser. Plus tard en soirée, alors que Franck et Kevin sont séparés, une fusillade a lieu devant Kevin et qui atteint Alex Lopez et son invitée, Carolyn Decker. Kevin a juste le temps de voir un homme en costume gris et portant une carte de presse, s'enfuir. Il poursuit l'homme qui réussit à s'échapper sous le nez de Kevin et de la police.
Plus tard, Kate téléphone à Kevin et l'informe de la mort de Carolyn Decker. Ce n'est donc plus une simple fusillade, mais un homicide. Kevin informe Kate que Lopez pourrait avoir vu le visage de l'homme au costume gris. L'homme au complet gris est vite identifié comme étant Eric Chambers, un blogueur et militant marginal. Chambers est vite retrouvé et amené au commissariat. Chambers nie les faits que lui reprochent Kate et Richard. À la sortie de la salle d'interrogatoire, Esposito et Ryan informent Kate et Richard que Chambers n'aurait pas agi seul. Tori et Kevin réussissent à refaire les déplacements de Chambers et retrouvent un nouveau témoin. Songeur, Kevin réfléchit et trouve bizarre que tous les indices pointent vers Chambers. Avec l'aide de Castle, Kevin réussit à faire innocenter Chambers et avoir sa confiance. L'enquête va se compliquer quand les nouveaux indices que l'équipe va trouver vont pointer vers Franck, le beau-frère de Kevin. Au même moment, Kate découvre dans le sac à main de Carolyn, un deuxième téléphone cellulaire qui va leur révéler l'identité du vrai tireur et son mobile.
- Bien que créditées, Susan Sullivan, Tamala Jones et Molly Quinn n'apparaissent pas dans cet épisode.

### Épisode 19:L'Attaque du pitbull
- États-Unis /  Canada : 30 mars 2015 sur ABC / CTV
- Suisse : 18 octobre 2015 sur RTS Deux[83]
- France : 11 janvier 2016 sur France 2

- États-Unis : 8,16 millions de téléspectateurs[84] (première diffusion)
- Canada : 2,241 millions de téléspectateurs[85] (première diffusion + différé 7 jours)
- France : 4,5 millions de téléspectateurs[86] (première diffusion)

- Scott Broderick (Richie Falco)
- Nikki DeLoach (Annie Klein)
- Don McManus (Archie « The Savannah Hammer » Bronstein)
- Brian McNamara (Mike Sampson)
- Meredith Monroe (Elise Resner)

Alors qu'elle aide Alexis à réviser pour son examen de droit, Kate est surprise de constater la capacité d'Alexis à retenir les informations. Kate s'inquiète et se demande si elle va réussir à retenir toutes les informations. Richard tente de la déculpabiliser à ce sujet, en la séduisant. Ce qui a plutôt l'air de plaire à Kate, mais l'appel du commissariat la rappelle à l'ordre.
Sur les lieux du crime, Castle tente de savoir ce que Esposito et Ryan vont faire comme numéro à la soirée de talent de la police. Esposito et Ryan gardent le silence. Castle, déçu parce qu'il ne peut pas participer, nargue les deux policiers. Plus tard, Gates annonce à Castle qu'il sera la vedette invitée, puisque Jimmy Kimmel s'est désisté. Il accepte à la condition de pouvoir participer officiellement à la compétition de talent. C'est ainsi que la pression monte sur Esposito et Ryan. Pour ne pas perdre la face, Esposito propose de parier sur qui gagnera le trophée. Castle accepte et implique du même coup Kate qui ne voulait pas participer. Comme elle ne veut pas décevoir Castle, elle fait semblant de vouloir. Quand elle demande ce qu'ils vont présenter, Castle lui répond que ce sera leur chorégraphie qu'ils font sous la douche. De plus en plus mal à l'aise avec l'idée de participer, Kate demande des conseils à Martha. À la suite de cela, tout s'arrange miraculeusement pour Kate qui ne participera pas avec Richard à la compétition de talent, puisque Jimmy Kimmel est revenu sur sa décision.
- Cet épisode, initialement programmé le 7 janvier 2016, a été remplacé par la pièce de théâtre, La Femme du boulanger en hommage à Michel Galabru, décédé le jour même[87].

### Épisode 20:En sommeil
- États-Unis /  Canada : 20 avril 2015 sur ABC / CTV
- Suisse : 18 octobre 2015 sur RTS Deux[83]
- France : 18 janvier 2016 sur France 2

- États-Unis : 8,34 millions de téléspectateurs[88] (première diffusion)
- Canada : 2,252 millions de téléspectateurs[89] (première diffusion + différé 7 jours)
- France : 4,7 millions de téléspectateurs[90] (première diffusion)

- Mackenzie Astin (en) (Phillip Bartlett)
- Michael Dorn (Dr Carter Burke)
- Matt Letscher (Jenkins)
- Maya Stojan (Tory Ellis)
- Usman Ally (Bilal Khan)
- Agnes Albright (Amber)
- Mark Sivertsen (Jeff Powers)

### Épisode 21:Y a-t-il un enquêteur dans l'avion
- États-Unis /  Canada : 27 avril 2015 sur ABC / CTV
- Suisse : 25 octobre 2015 sur RTS Un
- France : 25 janvier 2016 sur France 2

- États-Unis : 8,31 millions de téléspectateurs[91] (première diffusion)
- Canada : 2,287 millions de téléspectateurs[92] (première diffusion + différé 7 jours)
- France : 5 millions de téléspectateurs[93] (première diffusion)

- Paula Newsome (Debbie Parker)
- Inbar Lavi (Farrah Darwaza)
- Josh Dean (Jim Kogut)
- Nick Greene (Aiman Haddad)
- Kincaid Walker (Marilyn Singer)
- Reamy Hall (Reading Passenger)
- John Mawson (1st Class Passenger)
- Brien Perry (Air Marshal Ford)

Alexis et Richard s'en vont à Londres : l'une, pour faire une sortie avec des ami(e)s et l'autre pour donner une conférence à la Société de Sherlock Holmes au 221B Baker Street. Castle est déçu d'apprendre que sa fille ne sera pas là pour l'entendre, mais celle-ci connaît ses conférences par cœur au point de savoir ce qu'il va dire à l'avance. Richard est surpris de voir qu'il est si prévisible. Au même moment, Kate est nerveuse, sachant que le vol subit des turbulences qui secouent l'avion et n'aident pas Castle. L'appel de Kate avec Richard est coupé, laissant la policière inquiète.
Dans l'avion, Richard s'aperçoit qu'il se passe quelque chose de grave, le personnel de bord montrant des signes d'inquiétude. Il décide d'aller voir et ordonne à sa fille de rester à son siège. Après les présentations d'usage et la réputation de Castle, la capitaine Edmund lui annonce qu'elle va enclencher le processus sur le terrorisme : par conséquent elle s'enferme dans le cockpit. Elle lui explique qu'elle et le personnel ont cherché en vain le Marshall de l'Air Kyle Ford. Juste avant de disparaître, ce dernier a envoyé à son bureau, un texto annonçant une menace possible contre le vol. La capitaine Edmund autorise donc Castle à enquêter et à trouver Ford. La fouille commence par la soute à bagages où le corps de Ford est retrouvé inanimé.
Alexis, inquiète, retrouve son père auprès du personnel. Elle est vite mise au courant de la situation et convainc son père de l'aider dans son enquête. C'est ainsi qu'avec l'aide de Lanie, par téléphone, elle examine le corps de Ford. En examinant les indices et les informations recueillies à l'aide de Beckett, Ryan et Esposito, Richard et Alexis dressent une liste de plusieurs suspects. Tout d'abord, Isadore Baldon, mais Kate découvre que celui-ci n'a jamais quitté les États-Unis. Quelqu'un utilise donc son identité. Ensuite, Marilyn Singer, petite amie de Ford et ayant également perdu un procès contre la compagnie aérienne qui assure le vol, Oceanic Air. Des indices relevés dans son sac à main l'incriminent et renforcent la crédibilité sur son mobile. Un troisième suspect fait son apparition, un industriel allemand du nom de Dietrich qui utilisait les services de Ford. Dietrich leur révèle la raison pour laquelle il a fait appel au Marshall de l'Air. En sachant ce que Beckett a trouvé comme information sur ces deux derniers, Castle finit par comprendre la vraie raison de la mort de Ford. Le meurtrier se dévoile alors, menaçant les passagers, l'équipage, Richard et Alexis. Heureusement, la jeune fille parvient à le désarmer. Au 12th Precinct, Kate est soulagée de voir que l'avion a atterri à Londres-Heathrow sans encombre.  
- Bien que créditées, Susan Sullivan et Penny Johnson Jerald n'apparaissent pas dans cet épisode.

### Épisode 22:La mort n'est pas une blague
- États-Unis /  Canada : 4 mai 2015 sur ABC / CTV
- Suisse : 25 octobre 2015 sur RTS Un
- France : 1er février 2016 sur France 2

- États-Unis : 8,26 millions de téléspectateurs[94] (première diffusion)
- Canada : 2,312 millions de téléspectateurs[95] (première diffusion + différé 7 jours)
- France : 5 millions de téléspectateurs[96] (première diffusion)

- Carly Rae Jepsen (elle-même)
- Jaleel White (Mickey Franks)
- Gregory Harrison (Danny Valentine)
- James Eckhouse (Gene Vogel)
- Joy Osmanski (Liz Bell)
- Mark Rolston (Kurt Van Zant)

Castle et Alexis sont rentrés à New-York. Martha est à 48 heures de l'avant-première de sa pièce de théâtre dans laquelle elle joue et s'adonne à son rituel : répéter en boucle sa première réplique, si bien que Kate la croit folle mais Castle est parfaitement au courant. Il l'informe de certains événements bizarres qui ont marqué sa jeunesse, en lien avec ce rituel.
L'équipe de Kate enquête sur la mort de Sid Ross, créateur de l'émission humoristique "Saturday Night Tonight", retrouvé étranglé avec sa cravate avant d'être jeté dans la cage de l'ascenseur. Les premières informations de l'enquête démontrent que Sid était un vrai tyran envers les employés. De plus, un acteur de l'émission, Mickey Franck se faisait passer pour une personne ayant des problèmes psychiatriques afin d'être viré de l'émission. Il révèle à Kate et Castle que Sid avait une transaction à minuit, le jour de sa mort, avec une personne. Bien vite, les soupçons se tournent vers Danny Valentine, l'animateur et star de l'émission. Il révèle un événement étrange à Kate et Richard : Sid a pris le métro, chose qu'il ne fait jamais. Grâce aux caméra du métro, Ryan découvre que Sid est allé dans Brooklyn à l'heure fatidique. Il découvre une ruelle où Sid s'est fait tirer dessus.
À l'appartement de Richard, Martha n'est pas dans son assiette. Kate s'en aperçoit. Martha a le trac. Kate se confie à Richard. Ce dernier parle avec sa mère et tente de la réconforter du mieux qu'il peut.
Au même moment, Ryan et Esposito découvrent, grâce à un témoin, qu'un ex-détenu, Kurt Van Zant, baron de la drogue, a financé le pilote de l'émission Saturday Night Tonight. Kate découvre que Van Zant a eu accès au studio de l'émission grâce à Danny Valentine. Van Zant veut se faire payer. En allant interroger Danny Valentine, Kate et Richard découvre que Van Zant est en train d'agresser Valentine et l'arrête juste à temps. Au poste, Van Zant révèle à Kate et à Richard que Sid lui aurait payé ce qu'il lui devait en échange d'une arme non enregistrée. De plus, Van Zant révèle que la nuit de la mort de Sid, ce dernier avait un sac marin avec lui. Ce sac contenait des liasses d'argents. De plus, Van Zant a entendu Sid poser des questions à propos de l'enlèvement d'une femme. Alors que tous les comédiens et comédiennes de Saturday Night Tonight sont sur le plateau, Ryan découvre que l'ex-femme de Sid, Evelyn Ross a disparu. Tori réussit à se connecter au téléphone d'Evelyn. Avec Kate, elle découvre l'endroit où est cachée Evelyn et la trouve juste à temps. Evelyn réussit à décrire son ravisseur. Grâce à la description d'Evelyn, Kate découvre un suspect potentiel. Richard trouve bizarre que tous les indices découverts pointent vers le suspect. Un élément en particulier va mettre en lumière un détournement d'argent que le meurtrier faisait. Kate et Richard vont réussir à arrêter le meurtrier, en direct à la télévision et en plein sketch, les parodiant.
- S'agissant du 150e épisode de la série, l'épisode est un hommage à l'émission Saturday Night Live[97].
- Bien que créditées, Molly Quinn et Penny Johnson Jerald n'apparaissent pas dans cet épisode.
- La chanteuse Carly Rae Jepsen apparait dans son propre rôle et interprète sa chanson I Really Like You[98].

### Épisode 23:Dans les bois
- États-Unis /  Canada : 11 mai 2015 sur ABC / CTV
- Suisse : 25 octobre 2015 sur RTS Un
- France : 1er février 2016 sur France 2

- États-Unis : 8,44 millions de téléspectateurs[99] (première diffusion)
- Canada : 2,215 millions de téléspectateurs[100] (première diffusion + différé 7 jours)
- France : 4,7 millions de téléspectateurs[101] (première diffusion)

- Michael Connelly (lui-même)
- Lance Reddick (Keith Kaufman)
- Wallace Langham (Dr Van Holtzman)
- Cullen Douglas (Noah Lewis)
- Juliana Dever (Jenny Ryan)

C'est un grand jour pour Richard Castle. Il va recevoir le prix La Plume de Poe comme récompense pour l'accomplissement de sa carrière. Ce prix représente l'un des plus grands honneurs qu'un auteur de romans policiers puisse recevoir. Il récite donc son discours devant Kate et Alexis. Devant elles, Richard leur demande de choisir la photo, celle qui d'entre deux, le représentera le mieux, sur la scène, au moment du discours. Manque de chance, l'inconvénient pour Richard vient de ce qu'Alexis et Kate ne choisissent pas du tout la même photo. Il demande, alors, en dernier recours à Martha de trancher. La réponse de Martha le laisse perplexe. Castle n'a toujours pas résolu son problème de photo.
Kate a passé son examen pour devenir capitaine. Elle attend nerveusement les résultats. Castle l'imaginant déjà à la tête de son propre commissariat, exerce sur elle une pression dont elle se serait bien passée.
L'équipe de Beckett enquête sur la mort d'Emma Malloy, une jeune fille qui s'est fait agresser, puis a heurté accidentellement un camion. La victime recherchait, incognito, Zoey Addison, disparue depuis quelques mois. Car Emma pensait qu'il était arrivé quelque chose à son amie Zoey. Ainsi, elle refaisait le parcours de Zoey, les jours précédents sa disparition. Selon les toutes premières informations recueillies, l'équipe en conclut qu'Emma était sur une piste sérieuse.
Richard, qui a vu le cadavre d'Emma, avec les croix sur le front et les joues, se remémore un événement qu'il a vécu dans le bois des Hollandais. Kate s'aperçoit alors que Richard sait peut-être quelque chose d'important sur le meurtrier. Après avoir interrogé le chauffeur du camion, retenue les propos de Richard concernant le meurtrier et la façon dont il a décrit le meurtrier au chauffeur, ceci convainc Kate que son époux sait bel et bien quelque chose. Elle interroge Richard qui lui raconte ce qu'il a vécu à 11 ans, dans le bois des Hollandais et de sa rencontre avec le meurtrier. Il révèle à Kate que cet événement constitue la raison pour laquelle il est devenu écrivain de roman policier. Richard est de plus en plus convaincu que le meurtrier d'Emma est le même qu'il avait rencontré dans sa jeunesse. D'indices en indices, de suspects en suspects, l'équipe de Kate finit par retrouver l'assassin d'Emma et celui que Richard a vu autrefois.
En parallèle, Kate se voit offrir, par un parti politique, la possibilité de devenir sénatrice de l'état de New York. Kate hésite, mais Richard appuie son épouse peu importe ce qu'elle décidera, dit-il, souhaitant qu'elle devienne sénatrice.
- La balançoire où Castle et Beckett se retrouvent pour un dialogue important de l'épisode est celle-là même où ils ont vécu quelques-uns des moments cruciaux de leur histoire de couple : c'est d'abord assis sur cette balançoire qu'ils s'étaient réconciliés dans l'épisode 4-01. C'est aussi là que Beckett s'était recueillie seule sous la pluie avant d'aller chez Castle pour lui avouer son amour dans le final de la saison 4. C'est encore ce même endroit qu'avait choisit Richard pour faire sa demande en mariage (épisodes 5-24 — 6-01). Ils y avaient aussi partagé un moment dans l'épisode 6-22.
- La séquence finale de cet épisode a été construite de manière à pouvoir constituer une conclusion possible pour l'ensemble de la série, si celle-ci n'avait pas été reconduite pour une huitième saison. Ainsi, à la différence de toutes les autres fins de saisons, elle ne contient ni cliffhanger, ni tension, ni enquête irrésolue, mais est au contraire apaisée et récapitulative ; les principaux protagonistes y sont tous réunis ; et, par une sorte de fermeture sur elle-même de toute l'histoire, Castle y fait allusion dans son discours de remerciement à une phrase de Beckett (« You have no idea ! ») qui avait conclu le tout premier épisode.